# Soltando al perro
Soltando al perro es el primer álbum en vivo del dúo mexicano de pop Jesse & Joy. Fue lanzado a la venta en México el 17 de diciembre de 2013. Se grabó durante su segunda gira de conciertos ¿Con quién se queda el perro? Tour. 
Contiene un CD y un DVD, el CD incluye siete de sus principales canciones en vivo y todas las canciones de su disco ¿Con quién se queda el perro?, y en el DVD incluye un documental de la gira ¿Con quién se queda el perro Tour, el videoclip del sexto sencillo de su álbum «Me quiero enamorar» y un detrás de cámaras del mismo.
El 21 de enero de 2014 se lanzó el primer sencillo promocional del álbum titulado «Mi tesoro».
El 25 de marzo de 2014 se lanzó a la venta en Estados Unidos en una edición especial incluyendo las canciones «Mi tesoro» y «Corazón de campeón» y sólo incluye tres sencillos en vivo.

## Promoción

### Sencillos
El sencillo promocional del álbum fue «Mi tesoro», fue lanzado a la venta a través de descarga digital, el 21 de enero de 2014. El tema fue compuesto por Jesse & Joy a finales de 2013 en una versión corta, la cual sirvió como tema oficial de la telenovela mexicana Qué pobres tan ricos Luego de ser lanzado en Estados Unidos, alcanzó el tercer puesto en la lista estadounidense Latin Pop Songs de la revista Billboard, ha obtenido otras posiciones significativas en listas de Billboard y otras lista de Latinoamérica.

## Lista de canciones
- Edición estándar[9]

| Soltando al perro - CD |                                           |          |  |
| N.º                    | Título                                    | Duración |  |
| 1.                     | «Aquí voy (en vivo)»                      | 3:05     |  |
| 2.                     | «Espacio sideral (en vivo)»               | 3:42     |  |
| 3.                     | «¿Con quién se queda el perro? (en vivo)» | 3:14     |  |
| 4.                     | «¡Corre! (en vivo)»                       | 6:15     |  |
| 5.                     | «La de la mala suerte (en vivo)»          | 4:46     |  |
| 6.                     | «Me quiero enamorar (en vivo)»            | 4:02     |  |
| 7.                     | «Tú mi poesía (en vivo)»                  | 3:58     |  |

| + ¿Con quién se queda el perro? |                                 |          |  |
| N.º                             | Título                          | Duración |  |
| 8.                              | «Aquí voy»                      | 3:07     |  |
| 9.                              | «¿Con quién se queda el perro?» | 3:08     |  |
| 10.                             | «Cómo no»                       | 3:36     |  |
| 11.                             | «¡Corre!»                       | 4:48     |  |
| 12.                             | «Gotitas de amor»               | 3:13     |  |
| 13.                             | «La de la mala suerte»          | 4:11     |  |
| 14.                             | «Quiero que me quieras»         | 3:01     |  |
| 15.                             | «Me llora el cielo»             | 3:46     |  |
| 16.                             | «Tú mi poesía»                  | 3:59     |  |
| 17.                             | «Veneno»                        | 3:50     |  |
| 18.                             | «Me voy»                        | 3:27     |  |
| 19.                             | «Me quiero enamorar»            | 3:58     |  |

| Soltando al perro - DVD |                                                               |          |  |
| N.º                     | Título                                                        | Duración |  |
| 1.                      | «Documental sobre la gira ¿Con quién se queda el perro? Tour» | 44:40    |  |
| 2.                      | «Vídeo oficial de ‹Me quiero enamorar›»                       | 4:05     |  |
| 3.                      | «Detrás de escenas del vídeo de ‹Me quiero enamorar›»         | 2:23     |  |

- Edición especial

| Soltando al perro (Versión USA - Edición Especial) |                                  |          |  |
| N.º                                                | Título                           | Duración |  |
| 1.                                                 | «Mi tesoro»                      | 3:29     |  |
| 2.                                                 | «Corazón de campeón»             | 3:37     |  |
| 3.                                                 | «Espacio sideral (en vivo)»      | 3:42     |  |
| 4.                                                 | «¡Corre! (en vivo)»              | 6:15     |  |
| 5.                                                 | «La de la mala suerte (en vivo)» | 4:46     |  |

| + ¿Con quién se queda el perro? |                                 |          |  |
| N.º                             | Título                          | Duración |  |
| 6.                              | «Aquí voy»                      | 3:07     |  |
| 7.                              | «¿Con quién se queda el perro?» | 3:08     |  |
| 8.                              | «Cómo no»                       | 3:36     |  |
| 9.                              | «¡Corre!»                       | 4:48     |  |
| 10.                             | «Gotitas de amor»               | 3:13     |  |
| 11.                             | «La de la mala suerte»          | 4:11     |  |
| 12.                             | «Quiero que me quieras»         | 3:01     |  |
| 13.                             | «Me llora el cielo»             | 3:46     |  |
| 14.                             | «Tú mi poesía»                  | 3:59     |  |
| 15.                             | «Veneno»                        | 3:50     |  |
| 16.                             | «Me voy»                        | 3:27     |  |
| 17.                             | «Me quiero enamorar»            | 3:58     |  |
| 18.                             | «Llorar a dueto con Mario Domm» | 3:46     |  |

## Posicionamiento en las listas
| Lista (2013-14)                   | Posición |
| --------------------------------- | -------- |
| Estados Unidos (Top Latin Albums) | 44       |
| Estados Unidos (Latin Pop Albums) | 7        |
| México (AMPROFON)                 | 60       |

## Historial de lanzamientos
- Edición CD + DVD

| País           | Fecha                   | Formato(s)            | Discográfica        | Ref.          |
| -------------- | ----------------------- | --------------------- | ------------------- | ------------- |
| Argentina      | 17 de diciembre de 2013 | Descarga digital      | Warner Music México | [ 12 ]        |
| Brasil         | 17 de diciembre de 2013 | Descarga digital      | Warner Music México | [ 13 ]        |
| Canadá         | 17 de diciembre de 2013 | Descarga digital      | Warner Music México | [ 14 ]        |
| Colombia       | 17 de diciembre de 2013 | Descarga digital      | Warner Music México | [ 15 ]        |
| Costa Rica     | 17 de diciembre de 2013 | Descarga digital      | Warner Music México | [ 16 ]        |
| Estados Unidos | 17 de diciembre de 2013 | Descarga digital      | Warner Music México | [ 17 ]        |
| México         | 17 de diciembre de 2013 | CD y descarga digital | Warner Music México | [ 18 ] [ 19 ] |
| Alemania       | 1 de abril de 2014      | CD                    | Warner Music        | [ 20 ]        |
| Estados Unidos | 1 de abril de 2014      | CD                    | Warner Music        | [ 21 ]        |
| Canadá         | 1 de abril de 2014      | CD                    | Warner Music        | [ 22 ]        |
| Japón          | 1 de abril de 2014      | CD                    | Warner Music        | [ 23 ]        |

## Créditos y personal
| Créditos por Soltando al perro - Alejandro Abaroa - A&R - Tom Baker - Maestro - Fabiola Cardona - A&R - Javier Cavacini - Saxofón - Antonio "La Pieza" Dehesa - Técnico de guitarra - Mario Domm - Artista invitado - Jesús "Chuz" Estrada - Batería y coros - Charly García - Gerente de producción | - Mike Hernández - Asistente de personal - Jesse - Coros y piano - Jesse & Joy - Artista principal - Rogelio Jiménez - Teclados - Salvador "Chava" López - Gerente de bambalinas - Martin Terefe - Director - Job Vázquez - Técnico de tambores |